# Họ Cá trích
Họ Cá trích (danh pháp khoa học: Clupeidae) là một họ bao gồm các loài cá trích, cá trích dày mình, cá mòi, cá mòi dầu, cá cháy v.v. Họ này bao gồm nhiều loại cá thực phẩm quan trọng nhất trên thế giới và cũng thường được đánh bắt để lấy dầu cá và bột cá.

## Một số loài
Các loài có giá trị thương mại quan trọng nhất bao gồm:
- Cá trích Đại Tây Dương, Clupea harengus
- Cá trích Baltic, Clupea harengus membras
- Cá trích Thái Bình Dương, Clupea pallasii
- Cá mòi dầu Đại Tây Dương, Brevoortia tyrannus
- Cá mòi cơm châu Âu, Sardina pilchardus

## Các chi
Cho tới năm 2022 họ này được hiểu theo nghĩa rộng (sensu lato), chia thành 5 phân họ, bao gồm Clupeinae, Alosinae, Dorosomatinae, Ehiravinae và Spratelloidinae.
Phân loại dưới đây của Clupeidae sensu lato dựa theo Van der Laan (2017) và Nelson, Grande & Wilson (2016).
- Phân họ Clupeinae Cuvier, 1816 sensu Lavoue et al., 2013 = Clupeidae s.s.: 7 chi, 15 loài
  - Clupea – 3 loài.
  - Ethmidium – 1 loài (Ethmidium maculatum).
  - Hyperlophus – 2 loài.
  - Potamalosa – 1 loài (Potamalosa richmondia).
  - Ramnogaster – 2 loài.
  - Sprattus – 5 loài.
  - Strangomera – 1 loài (Strangomera bentincki).
- Phân họ Spratelloidinae Jordan, 1925 sensu Lavoue et al., 2014 (= tông Spratelloidini) = Spratelloididae: 2 chi, 8 loài: 2 chi, 8 loài.
  - Spratelloides – 4 loài cá trích lầm.
  - Jenkinsia – 4 loài.
- Phân họ Ehiravinae (Deraniyagala, 1929) = Ehiravidae: 11 chi, 31 loài.
  - Clupeichthys – 4 loài cá cơm trích.
  - Clupeoides – 4 loài cá trích.
  - Clupeonella – 7 loài.
  - Corica – 2 loài cá cơm.
  - Dayella – 1 loài (Dayella malabarica).
  - Ehirava – 1 loài (Ehirava fluviatilis).
  - Gilchristella – 1 loài (Gilchristella aestuaria).
  - Minyclupeoides – 1 loài (Minyclupeoides dentibranchialus).
  - Sauvagella – 2 loài.
  - Spratellomorpha – 1 loài (Spratellomorpha bianalis).
  - Sundasalanx – 7 loài.
- Phân họ Alosinae Svetovidov, 1952 = Alosidae: 4 chi, 32 loài cá trích dày mình, cá mòi dầu.
  - Alosa (gồm cả Caspialosa) - 24 loài.
  - Brevoortia - 6 loài.
  - Sardina - 1 loài (Sardina pilchardus).
  - Sardinops - 1 loài (Sardinops sagax).
- Phân họ Dorosomatinae Gill, 1861 = Dorosomatidae: 30 chi với 115 loài cá mòi chấm.
  - Harengula - 4 loài.
  - Lile – 4 loài.
  - Rhinosardinia – 2 loài.
  - Tông Congothrissini
    - Congothrissa – 1 loài (Congothrissa gossei).

  - Tông Pellonulini
    - Laeviscutella – 1 loài (Laeviscutella dekimpei).
    - Limnothrissa – 1 loài (Limnothrissa miodon).
    - Microthrissa (gồm cả Poecilothrissa) – 5 loài.
    - Nannothrissa – 2 loài.
    - Odaxothrissa (gồm cả Cynothrissa) – 3 loài.
    - Pellonula – 2 loài.
    - Potamothrissa – 3 loài.
    - Sierrathrissa – 1 loài (Sierrathrissa leonensis).
    - Stolothrissa – 1 loài (Stolothrissa tanganicae).
    - Thrattidion – 1 loài (Thrattidion noctivagus).

  - Tông Anodontostomatini
    - Anodontostoma – 3 loài cá mòi không răng.
    - Clupanodon – 1 loài cá mòi cờ hoa (Clupanodon thrissa).
    - Gonialosa - 3 loài.
    - Gudusia - 2 loài.
    - Konosirus – 1 loài cá mòi cờ chấm (Konosirus punctatus).
    - Nematalosa – 11 loài cá mòi mõm tròn.
    - Tenualosa – 5 loài cá cháy.

  - Tông Dorosomatini
    - Amblygaster - 4 loài.
    - Dorosoma - 5 loài.
    - Escualosa - 2 loài.
    - Ethmalosa - 1 loài (Ethmalosa fimbriata).
    - Herklotsichthys – 12 loài cá trích vảy xanh.
    - Hilsa – 1 loài (Hilsa kelee).
    - Opisthonema – 5 loài.
    - Sardinella – 21 loài.
- Incertae sedis? 
  - † Knightia: 3 loài, tuyệt chủng.
  - Platanichthys – 1 loài (Platanichthys platana).

Tuy nhiên, tính đơn ngành của Clupeidae sensu lato lại không được hỗ trợ; với năm nhánh được hỗ trợ tốt được Lavoué et al. (2013) nhận dạng có thể trở thành các họ mới.
Nghiên cứu của Wang et al. năm 2022 tách họ Clupeidae sensu lato thành Clupeidae sensu stricto (= Clupeinae), Alosidae (= Alosinae), Dorosomatidae (= Dorosomatinae), Ehiravidae (= Ehiravinae), Spratelloididae (= Spratelloidinae).